# Akira Hayami

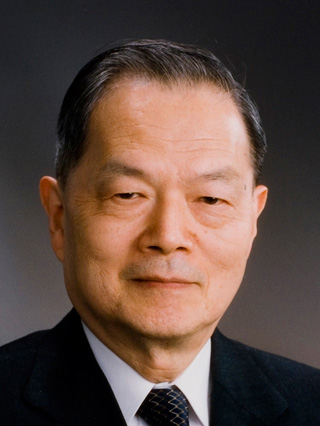
Akira Hayami

Akira Hayami (japanisch Hayami Akira; geboren 22. Oktober 1929 in Kōenji (高円寺), Präfektur Tōkyō; gestorben 4. Dezember 2019) war ein japanischer Historiker, Fachmann auf dem Gebiet der Bevölkerungsentwicklung in Japan.

## Leben und Wirken
Akira Hayami machte seinen Studienabschluss an der Keiō-Universität. Nach einer Beschäftigung am „Nihon jōmin bunka kenkyūjo“ (日本常民文化研究所) der Universität Kanagawa wurde er 1966 Professor an seiner Alma Mater. 1990 wurde er Professor am staatlichen Kokusai Nihon Bunka Kenkyū Center. Danach war er an der privaten Universität Reitaku (麗澤大学, Reitaku daigaku) tätig. Sowohl die Keiō-Universität als auch die Universität Reitaku verabschiedeten Hayami als „Meiyo Kyōju“.
Hayami war Spezialist auf den Gebieten „Geschichte der japanischen Wirtschaft“ und „Geschichtliches Studium der Bevölkerungsentwicklung“. 1998 wurde er Mitglied in der Akademie der Wissenschaften. 1995 wurde Hayami als Person mit besonderen kulturellen Verdiensten geehrt und 2006 mit dem Kulturorden ausgezeichnet.
Zu seinen Publikationen gehört „Bevölkerungsstudium in ländlichen Gebieten der frühen Gegenwart“ (近世農村の歴史人口学的研究, Kinsei nōson no rekishi jinkōgakuteki kenkyū). Er war  neben Jan De Vries und A. van der Woude Mitautor des Buches „Urbanization in History“, das bei der Oxford University Press im Jahr 1990 erschien.